# Ernst Friedrich Karl Rosenmüller
Ernst Friedrich Karl Rosenmüller, född den 10 december 1768 nära Hildburghausen, död den 17 september 1835 i Leipzig, var en tysk orientalist, son till Johann Georg Rosenmüller.
Rosenmüller blev 1796 extra ordinarie professor i arabiska språket och 1813 ordinarie professor i orientaliska språk vid Leipzigs universitet.
Hans främsta arbeten är Scholia in Vetus testamentum (16 band, 1788-1817), Das alte und neue Morgenland (6 band, 1816-20) samt Analecta arabica (3 band, 1824-27).